# Dolktid
 Denne artikel omhandler overvejende eller alene danske forhold. Hjælp gerne med at gøre artiklen mere almen.
Dolktid er den sidste arkæologiske periode i bondestenalderen, strækkende sig fra ca. 2.400 f.Kr.-1.800 f.Kr. Dolktid er kendetegnet ved de karakteristiske stendolke, der findes i flere udgaver. Den mest kendte er den såkaldte "fiskehaledolk".

## Klima
Dolktid falder klimatisk i subboreal tid. Tidligere havde skoven været dominerende, men efterhånden ser det ud til, at skoven blev ryddet over store strækninger. Højskoven blev fældet, og der etableredes store græsningsarealer. I Jylland begyndte heder at brede sig. Nedbøren i Midt- og Vestjylland bevirkede en delvis udvaskning af næringsstofferne i jorden (podsolering) således, at landbruget måtte tilpasses de nye vilkår med græsningsskov og marker på bakkeøerne.

## Menneskene
Menneskene var store og høje. Gennemsnitshøjden var vokset med 6-7 cm i forhold til jættestuetid og var på omkring 176 cm for mænd og 163 cm for kvinder. Udviklingen må tilskrives bedre ernæring.

## Boliger
Et fund fra Limensgård på Bornholm har afdækket 11 langhuse fra dolktid. Nogle af husene har stået samtidig, men det er usikkert hvor mange.
Boligen i dolktid var et såkaldte midtsulehus, kendetegnet ved en række midtstolper med en indbyrdes afstand på 6-7,5 m til at holde taget. Langs ydervæggene var vægstolper med 1,5-2 meters mellemrum. Husene synes i almindelighed at være 5-7 m brede. Længden kunne variere meget, fra 20 m til op mod 45 m. Husene havde nedgravede stolper, ingen syldsten og kunne bestå i 20-30 år. I enkelte af husene ses tegn på rumopdeling, men der er ikke tegn på, at man holdt husdyr på stald. Sådanne huse er i Danmark fundet fx i Hemmed plantage på Djursland, ved Øster Nibstrup i Vendsyssel, Nymarksgård ved Stege på Møn og fra Limensgård på Bornholm, desuden Fosie ved Malmø.

## Næringsliv
Landbrug var hovednæringsformen. Bønderne hold hornkvæg, svin, får og ged samt hund (kat og fjerkræ kendes derimod først fra jernalderen eller senere).
Kornavl var udbredt. Kornet blev høstet med et lille fint fladetilhugget flintsegl. Disse segl kunne have varierende form: asymmetrisk halvmåneform, symmetrisk bred halvbueform eller symmetrisk smal halvbueform. Af afgrøder dyrkedes især hvede og i mindre udstrækning spelt og brødhvede, desuden emmer og enkorn.

## Klædedragten
På denne tid synes at være sket en ændring i klædedragten. Tidligere havde denne været lavet af skind og plantefibre, men nu synes man at være gået over til dragter af fåreuld. Dette er bevidnet ved vævevægte. Klædedragten synes at have være forsynet med nåle af ben og med et ringformet, øskenformet eller skiveformet hoved og med en snor fra hoved til spids. Sandsynligvis har de været anvendte til at holde dragten sammen på på samme måde som i den efterfølgende bronzealder. Der kendes enkelte hængesmykker af skifer, de var kile- eller mejselformede.

## Redskaber

### Flintredskaber
Flinttilhugningsteknikken var meget veludviklet, hvilket afspejles både af stendolke, flintsegl og fladehuggede pilespidser - sidstnævnte med deres fine greb til placering og fastgøring på pilen. Den fine stenhugningsteknik tilskrives til dels konkurrence fra bronzen, som da var på vej fra sydligere himmelstrøg men endnu ikke havde slået igennem i Danmark. Andre redskaber var tynde, fladehuggede flintblade, kaldet madknive (anvendelsen er usikker). Flinten synes til dels at være skaffet fra regulære flintminer. Sådanne blev anlagte i flintrige kridtaflejringer fx på Stevns, Møn og ved Skovbakken nær Aalborg. Der synes at være foregået en regulær eksport af flintdolke, flintøkser, skrabere, segl mm. til nordligere egne: Västerbotten, Ångermanland og Jämtland i Sverige, Karmøen i Vestnorge, endog til Finland.

### Keramik
Der var en udbredt brug af keramik, som var dekoreret på forskellig måde: med 9-12 parallelle linjer eller med 2 x 2 vandrette bånd med krydsmønstre adskilte af tilsvarende zig-zag-mønstre eller krydsmønstrede ruder på spids. Keramikken bestod af små bægre med svajet profil eller større lerkar med buet form og udad buet ved randen.

## Gravskik
Gravskikken kaldes hellekiste (fra "helle" = flad sten). Kisten bestod af sten, der skabte et begravelseskammer som på toppen var lukket med dæksten. En hellekiste kunne være ca. 3,5 m lang. Den kunne rumme flere begravede. Hellekisten synes at have været dækket af en lav rund jordhøj, der ved højfoden blev markeret med en kreds af randsten, stenkraver, der dækkede de lavere dele af jordhøjen, samt en slags stolpehegn udenom.